# النادي الحسيني (النبطية)
النادي الحسيني عبارة عن مؤسسة شيعية في مدينة النبطية اللبنانية، أسسها رجل الدين عبد الحسين صادق، تهتم بإحياء المناسبات الدينية، ويحتوي النادي على عدد من الأقسام:
- مجلة المكتبة
- مكتب الخدمات الاجتماعية الذي يساهم ببلسمة حاجات المعوزين الفقراء والمرضى.
- فريق الإسعاف يقوم بإسعاف المصابين ونقل الجرحى بالإضافة للعديد من الخدمات.
- لجنة عاشوراء.
- كشافة النادي الحسيني ودورهم الكبير في تنظيم وإحياء مراسم شهر محرم الحرام
- حوزة أهل البيت العلمية
- المكتب الشرعي لمدينة النبطية، الذي يتولى الإجابة على المسائل الشرعية، عبر التلفون والفاكس والبريد الإلكتروني.

## وصلات خارجية
- النادي الحسيني (موقع مدينة النبطية)